# Primospes suturalis
Primospes suturalis är en skalbaggsart som beskrevs av Sharp 1882. Primospes suturalis ingår i släktet Primospes och familjen dykare. Inga underarter finns listade i Catalogue of Life.